# Арцлин
Арцлин (словен. Arclin) — поселення в общині Войник, Савинський регіон, Словенія.
Висота над рівнем моря: 255,5 м.

## Населення
Етнічний склад на 1991 рік був таким:
- словенці — 481 (97,4%);
- хорвати — 2;
- німці — 1;
- інші — 2;
- не вказали — 6 (1,2%);
- не визначено — 1.